# M-68榴彈炮

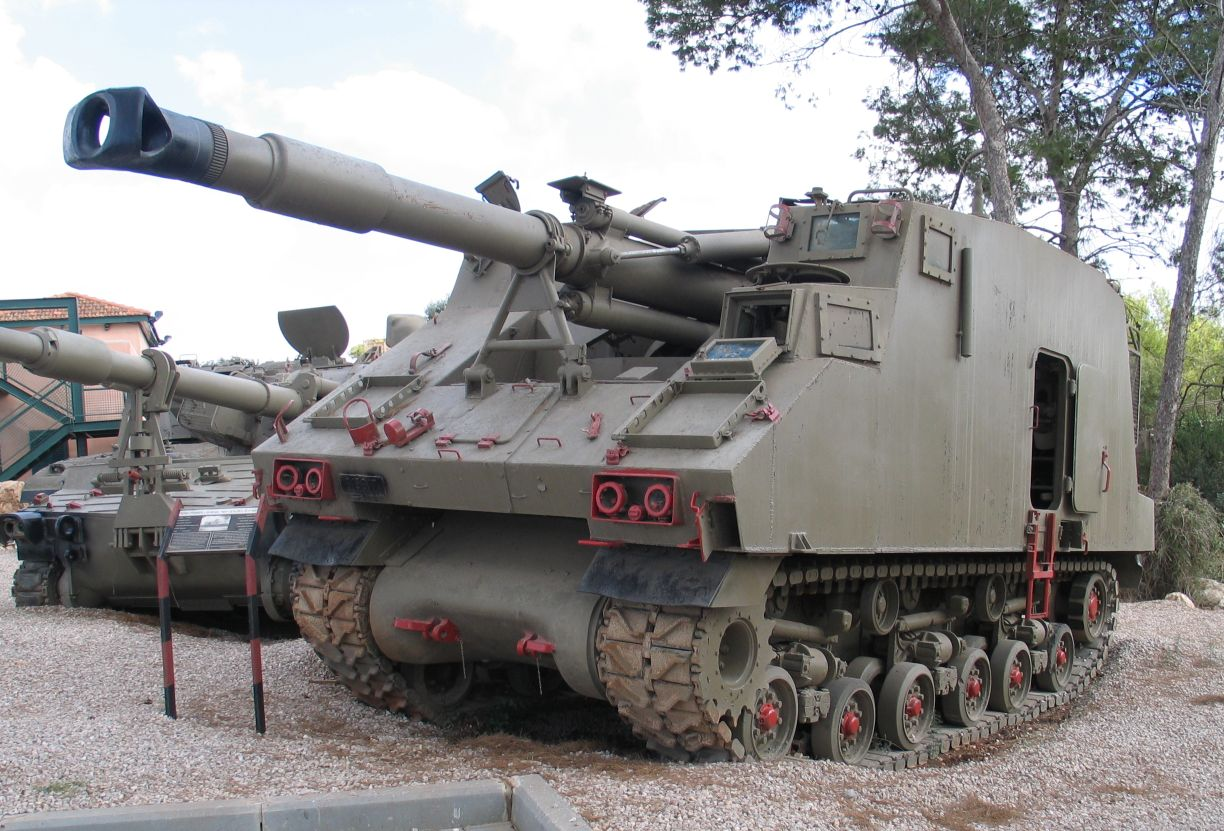
以M-68榴彈炮為主炮的
L33自走炮

M-68榴彈炮為以色列在1960年代後期開發的榴彈炮，也是以色列第一款自製的榴彈炮。

## 簡介
以色列建國後重型火炮的來源主要為美國的M114榴彈炮與法國的M50 155公厘榴彈炮，由於性能上逐漸無法與周邊國家的蘇聯火炮相比，因此以色列於1968年以法國的M-50榴彈炮為藍本增長炮管為33倍徑以及安裝炮口制退器降低增長炮管之後所增加的後座力影響，另外還安裝了氣壓運作的半自動進彈機提高射速，整個改良計畫在1970年完成。隨後配發在以色列國防軍的M-68在贖罪日戰爭的表現良好因此獲得多國採用，南非將購入的M-68稱為G-4榴彈炮。
以上說法來自陳上校的回憶錄內容，然實際上本火炮是由芬蘭Tampella公司協助發展，由122 K 60 and 155 K 68系列加農炮研發而來，研發自法製M-50的說法是錯誤的，只需要實際比對二者的炮架、炮管機構即可釐清。本火炮除以色列採用外，並外銷至泰國與新加坡。（南非並未購入M-68，南非採購的是改良自M-68的Soltam M-71，南非稱之為G-4)

## M-68與中華民國
中華民國仿製的M-68其實沒有正式名稱，整個過程約在1976年至1980年（民國65年至69年），因此簡稱
國造M-68 155公釐加榴砲。

M-68的仿製計畫並非陸軍決定下的正式建案，僅為聯勤司令羅友倫對61廠授意下的私下行動，因此羅友倫卸任後計劃即陷入半放置狀態，整個仿製計畫僅為61廠內部的技術累積行動，仿製成功後自然也沒進入量產，但是整個仿製計畫對61廠日後進行XT-69榴彈炮的製造有著極大貢獻。

中華民國在1970年代並未和以色列進行火炮技術交流，接觸到M-68的機緣為新加坡來中華民國代訓的星光部隊，由於M-68的性能比當時中華民國手中的二戰火炮來的優異，因此軍方少數人便有仿製念頭。

M-68的仿製工作由61廠陳笏上校負責，由於M-68非中華民國所屬武器因此無法進行拆解反向工程，研發小組只能先進行火炮外觀測繪，1977年1月完成砲身與砲架藍圖，但因為缺乏其他零件的設計（平衡機與制退複進機構為法國系技術，與美系有所不同）因此開發緩慢；但因為羅友倫的去職因此計劃進度並未受到軍方任何單位的注目，仿製計畫也就等到1977年11月從星光部隊借到一門實砲拆裝研究後才再度進行。

獲得實品拆解分析後，零件規格問題暫告解決，但因膛線是屬於變纏度設計需要專門儀器才能測量。因此仿製計劃又暫時中斷；直到202廠擴建計畫41案的完成購進內膛測量儀後，M-68的仿製也就順利完成。整個M-68仿製案中61廠的成果除了對新機具的使用經驗以外，主要的貢獻為清膛器與砲口制退器這些二戰美製火炮尚未採用的技術，這些技術在XT-69榴彈炮研發案中獲得一定程度的貢獻。

## 文獻
- 《霹靂神火-中華民國火炮傳奇》，陳笏、雲皓出版社，ISSN 0258-2341